# Sojoez 5
Sojoez 5 (Russisch: Союз 5, "Unie 5") was een Russische bemande ruimtevlucht aan het eind van de jaren 60. Doel van deze missie was een koppeling uit te voeren met de gelijktijdig omhooggeschoten Sojoez 4. Daarna moesten twee bemanningsleden middels een ruimtewandeling overstappen naar het andere schip.

## Aanloop en reden van de missie
Om succesvolle missies naar toekomstige ruimtestations (Saljoet) te garanderen, was het noodzakelijk dat de bemanning over de vereiste vaardigheden beschikte om te koppelen. 
Door de Koude Oorlog raakten de Sovjet-Unie en V.S. verwikkeld in een ruimterace om primeurs binnen te halen, zoals de eerste bemande maanlanding of eerste onbemande landing op een andere planeet. Deze tweestrijd was ongekend fel en zowel het Witte Huis als het Kremlin spendeerden exorbitante bedragen aan ruimtevaart om de ander voor te zijn. Helaas veronachtzaamden beiden in hun haast de veiligheid - met dodelijke consequenties. De NASA betaalde een hoge prijs toen de bemanning (Virgil Grissom, Ed White en Roger Chaffee) van hun Apollo 1 het leven liet tijdens een grondtest. Maar het noodlot drukte ook de Russen met de neus op het feit, dat haastige spoed zelden goed is. Hun haastig geconstrueerde en gelanceerde Sojoez 1-missie eindigde eveneens in een ramp. Gelukkig was er nu "slechts" één mensenleven te betreuren, maar de dood van Vladimir Komarov kwam ook in de Sovjet-Unie hard aan.
Na deze fatale vlucht wijzigden de Russen het ontwerp van de Sojoez op tal van punten en voerden, net als NASA, verscheidene onbemande proefvluchten uit: de boodschap was overgekomen. De eerste officiële Sojoez-missie was de onbemande Sojoez 2. Deze diende als doelwit voor de wel bemande Sojoez 3. Deze Sojoez 3 moest daarmee koppelen, maar de kosmonaut verbruikte tijdens zijn pogingen dermate veel brandstof dat de koppeling moest worden afgebroken. Het was nu tijd voor een nieuwe poging om ervaring in het handmatig koppelen op te doen.

## Verloop van de vlucht

### Lancering
De Sojoez 5 werd gelanceerd op 15 januari 1969 met een Sojoez draagraket vanaf Bajkonoer. Aan boord bevonden zich drie kosmonauten: commandant Boris Volynov, Aleksej Jelisejev en Jevgeni Chroenov. Deze capsule woog 6585 kg. Het schip kwam in een baan met een perigeum van 210 km, een apogeum van 233 km en een inclinatie van 51,68°. De omlooptijd bedroeg 88,87 minuten.

### Koppeling metSojoez 4
Tijdens de 34e omwenteling van Sojoez 4 en nadat Sojoez 5 18 baantjes om de Aarde had getrokken, naderden beide schepen elkaar op de automatische piloot tot op een afstand van 99 m. Vervolgens koppelde luitenant-kolonel Vladimir Sjatalov zijn Sojoez 4 handmatig aan Sojoez 5.

### Ruimtewandeling en overstappen
Alhoewel beide toestellen zowel mechanisch als elektronisch een eenheid vormden, was er geen onder druk gebrachte koppelingstunnel. Jelisejev en Chroenov trokken daarom hun ruimtepak aan en gingen naar buiten, om over te stappen naar Sojoez 4. Ze namen, uit publicitair oogpunt, kranten en brieven mee voor Sjatalov die een dag eerder was gelanceerd. Met behulp van aan de buitenkant aangebrachte leuningen bereikten ze hun wachtende collega, die evenals Volynov zijn Sojoez luchtledig had gemaakt alvorens het buitenluik te openen. De ruimtewandeling duurde 53 minuten. Niet eerder maakten twee ruimtevaarders gelijktijdig een ruimtewandeling. Tv-camera's filmden de verrichtingen van het tweetal en maakten close-ups van de Sojoez. De Westerse wereld kwam zo eindelijk iets meer te weten over het altijd ietwat schimmige Russische ruimtevaartprogramma. De vorm van het werkcompartiment, de terugkeercapsule en motorgedeelte met zijn twee zonnepanelen waren duidelijk te onderscheiden.
Na 4 uur en 35 minuten maakte Sojoez 4 zich van haar zusterschip los, om op 17 januari met drie kosmonauten aan boord terug te keren naar de Aarde. Commandant Volynov bleef alleen achter. 

### Verdere wetenschappelijke proeven
Verdere experimenten behelsden het uitvoeren van baanwijzigingen, handmatige oriëntatiebewegingen en navigatie. Het maken van geologische en geografische opnames stond eveneens op het programma. 

## Terugkeer naar de Aarde bijna mislukt

### Falende ontkoppeling terugkeercapsule
Het scheelde weinig of de Russen verloren opnieuw een kosmonaut tijdens de terugkeer in de dampkring. 
Het voorste deel van de Sojoez is het werkcompartiment, het achterste gedeelte het motorcompartiment. In tegenstelling tot bij de Amerikaanse Apollo zit de terugkeercapsule niet vooraan, maar in het midden. Beide delen worden bij terugkeer afgestoten. Echter dit keer ging het hierbij fout.
Na het afvuren van de remraketten vertikte de Sojoez het om zijn motorcompartiment af te werpen. Dit gebeurde niet voor de eerste keer: diverse Vostok- en Voschodvluchten en ook een Amerikaanse Mercurycapsule leden aan dit euvel. Maar de ellende was dat het motorcompartiment van de Sojoez relatief veel zwaarder was. Dit had griezelige gevolgen.
Zolang het schip terug naar de Aarde viel in de vrije ruimte was er niets aan de hand. Zodra de Sojoez 5 de eerste uitlopers van de dampkring bereikte ging het echter finaal mis. Volynov had onmiddellijk door wat er gebeurde, maar realiseerde zich tevens dat hij niets kon doen. De wetten van aerodynamica lieten zich nu gelden.
Sojoez 5 drong in volle vaart de dampkring binnen. En wel in de meest aerodynamisch natuurlijke positie: de zware terugkeercapsule vooraan, met de neus vooruit... In plaats van met het hitteschild naar voren gericht de atmosfeer in te duiken, maakte nu het relatief lichte toegangsluik kennis met het begrip "wrijvingswarmte". Ondertussen namen de G-krachten toe tot 9 g. Volynov deed wat hij kon maar zijn capsule was erop ontworpen dat hij lag en niet in zijn riemen hing en hij voorkwam ternauwernood met brute kracht tegen de wand te worden gesmeten. Giftige gassen drongen de capsule binnen, afkomstig van de brandende rubber afdichting van het toegangsluik. Dit luik was tevens bedekt met een laag hittebestendige hars, maar die was uiteraard niet bestand tegen het geweld van de enorme wrijvingswarmte waarop het absoluut niet ontworpen was. Volynov verloor het bewustzijn.
Maar Volynov had geluk - véél geluk. Voor alle zekerheid rustten de Russen het luik namelijk uit met een titanium frame. Die kon het geweld van de vlammen net iets langer aan. De bouten, waarmee het motorcompartiment aan de terugkeercapsule was bevestigd, werden in de tussentijd ook gegeseld door de enorme hitteontwikkeling. Ze brandden door, nét voor het ontsnappingsluik het begaf onder de marteling van de vlammen.

### Harde landing
Het motorcompartiment brak af en de terugkeercapsule kantelde in zijn normale positie: met het hitteschild vooruit. Volynovs beproeving was nog niet voorbij. De remparachute opende zich weliswaar zonder problemen, maar zijn Sojoez had nog een laatste gemene verrassing voor hem in petto.
Russische ontwerpen stonden (en staan) nu niet bepaald bekend om hun aangename zachte landingen. Daar kwam bij dat ze, in tegenstelling tot de Amerikanen, landden op land en niet op zee. Een Sojoez vuurt, net vóór hij vaste grond raakt, een serie remraketten af om de ergste klap enigszins te dempen. Door de schade die de capsule tijdens terugkeer opliep functioneerden deze echter niet meer.
Sojoez 5 kwam daarom met een dusdanige snelheid neer, dat Volynov er zowel een gebroken kaak als enkele afgebroken tanden aan overhield. Bijkomende ellende was dat hij lang op hulp moest wachten, omdat hij door alle perikelen zijn vooraf berekende landingspunt op grote afstand miste en bergingsploegen hem pas laat bereikten.
De ongelukscapsule trok 50 baantjes om de Aarde en diens totale vluchtduur bedroeg 3 dagen en 46 minuten. Landing vond plaats op 18 januari op 200 km ten zuidoosten van Qostanay in het noorden van Kazachstan.
1 ·
2 ·
3 ·
4 ·
5 ·
6 ·
7 ·
8 ·
9 ·
10 ·
11 ·
12 ·
13 ·
14 ·
15 ·
16 ·
17 ·
18A ·
18 ·
19 ·
20 ·
21 ·
22 ·
23 ·
24 ·
25 ·
26 ·
27 ·
28 ·
29 ·
30 ·
31 ·
32 ·
33 ·
34 · 
35 ·
36 ·
37 ·
38 ·
39 ·
40

T-1 ·  
T-2 ·
T-3 ·
T-4 ·
T-5 · 
T-6 ·
T-7 · 
T-8 ·
T-9 · 
T-10-1 ·
T-10 · 
T-11 ·
T-12 · 
T-13 ·
T-14 · 
T-15